# Olympic Air
Pour les articles homonymes, voir Olympic.
Olympic Air (code AITA : OA ; code OACI : OAL) est une compagnie aérienne grecque, née de la privatisation de l'ancienne compagnie aérienne nationale grecque, Olympic Airlines. Aujourd’hui, il s’agit de la troisième plus grande compagnie aérienne grecque, après Sky Express. Son hub principal est l’aéroport d’Athènes. Ses codes IATA et OACI ont été repris d’Olympic Airlines, le prédécesseur d’Olympic Air.

## Histoire
En décembre 2003, un plan de restructuration d'Olympic Airlines, en grandes difficultés financières, est mis en œuvre par le gouvernement grec en commençant par sa privatisation. Mais plusieurs problèmes se présentent, et en 2009, Olympic Airlines est vendue à Marfin Investment Group (MIG). Le dernier vol d'Olympic Airlines (OA 424) a lieu le 29 septembre 2009 de Toronto à Athènes via Montréal.
Olympic Air est créée le 29 septembre 2009 après la faillite d'Olympic Airlines. Au salon du Bourget, Olympic Air commande huit Bombardier Dash 8 Q-400 avec huit autres en options.
Le 22 février 2010, la fusion avec Aegean Airlines a été annoncée. La nouvelle compagnie, qui aurait gardé les couleurs et la marque d’Olympic Air, contrôlerait 95 % du transport aérien grec, mais le 26 janvier 2011, l'UE interdit à Aegean Airlines et Olympic Air de fusionner.
Le 21 octobre 2012, Aegean Airlines annonce faire une offre d’un montant de 75 millions d’euros pour acquérir Olympic Air.
Le 9 octobre 2013, la Commission européenne approuve le rachat d'Olympic Air par Aegean, pour 72 millions d’euros. Malgré les liens forts d’Olympic Air avec SkyTeam, Aegean a quand-même joint Star Alliance après la fusion. 
En 2016, Olympic Air prend livraison de son premier ATR 42-600. Au total, quatre ATR 42-600 arrivent dans la flotte d’Olympic Air (aujourd’hui plus que trois ; SX-OAW a été retiré en 2022). En 2021, pour remplacer ces 14 Bombardier Dash 8 Q-400, Olympic Air introduit dix ATR 72-600 d’occasion. 

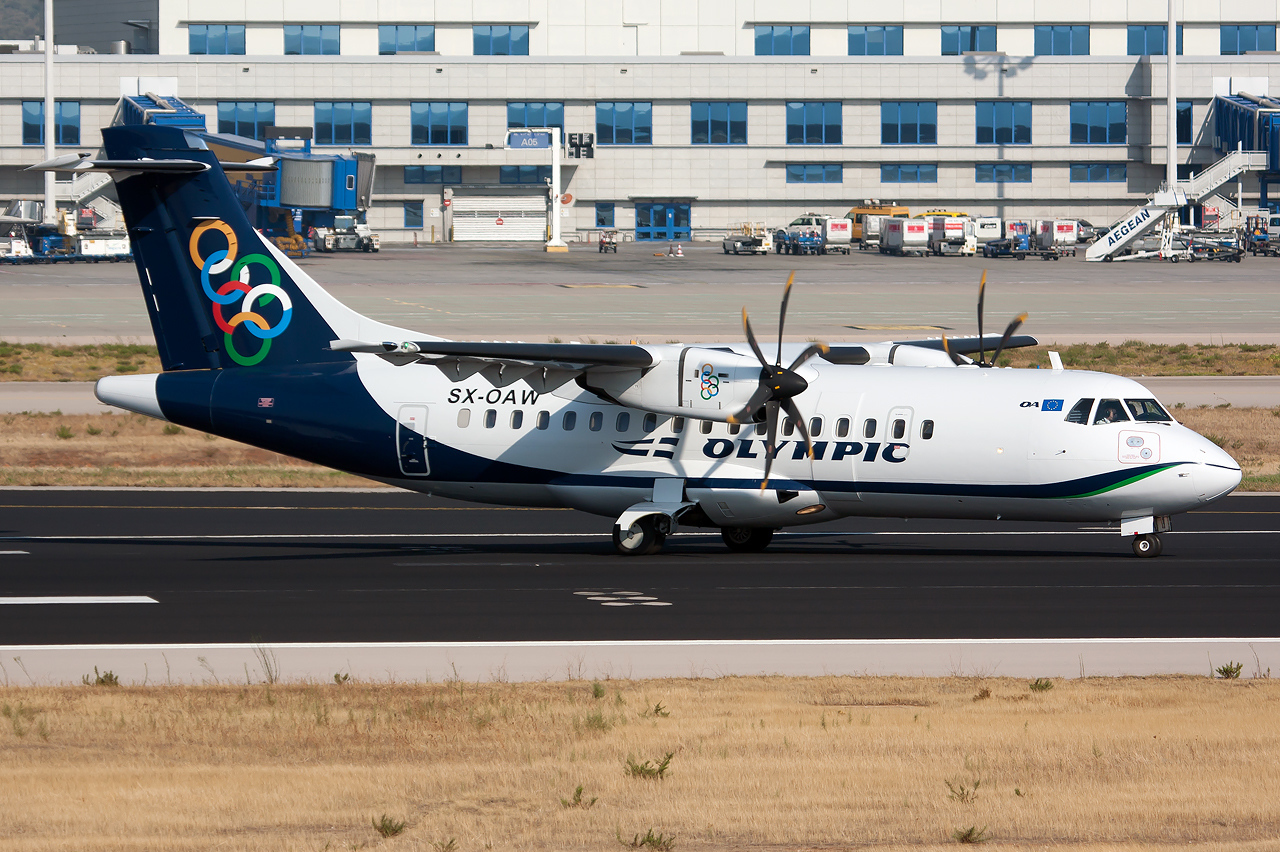
ATR 42-600 d’Olympic Air à l’aéroport d’Athènes

En 2024, la compagnie prend également livraison de deux ATR 72-600 neufs (SX-OBS et SX-OBT). 

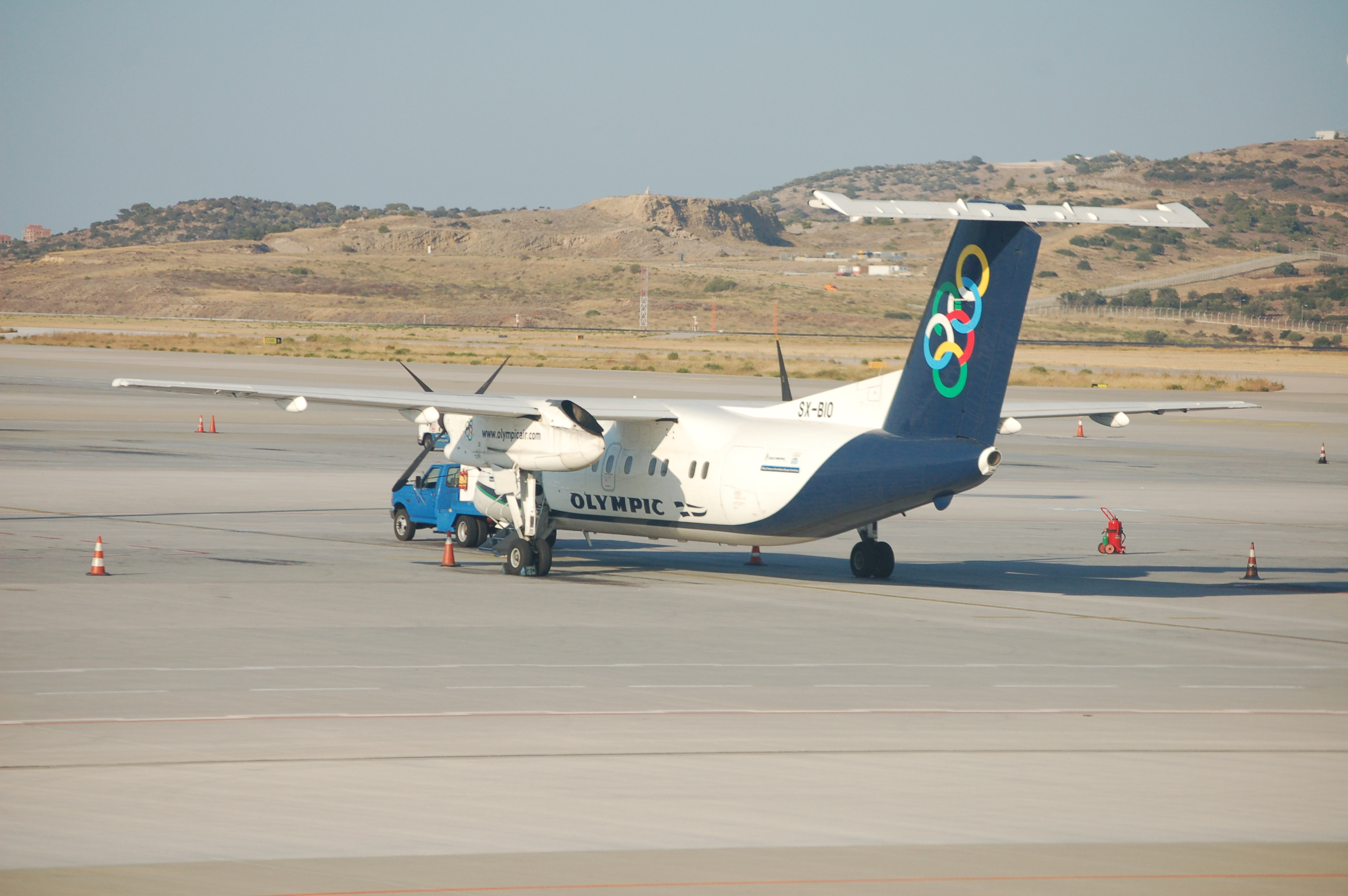
Bombardier Dash 8 Q-100 d’Olympic Air

## Destinations
Olympic Air dessert 34 destinations (en 2025) principalement en Grèce :

### Europe
- Larnaca - Aéroport international de Larnaca, LCA/LCLK
- Skopje - Aéroport international de Skopje, SKP/LWSK
- Podgorica - Aéroport de Podgorica, TDG/LYPG

### Grèce
- Alexandroupoli - Aéroport d’Alexandroupoli, AXD/LGAL
- Athènes - Aéroport international d'Athènes Elefthérios-Venizélos, ATH/LGAV (Hub principal)
- Chania - Aéroport de Chania, CHQ/LGSA
- Chios - Aéroport de Chios, JKH/LGHI
- Kerkyra - Aéroport de Kerkyra, CFU/LGKR
- Kithira - Aéroport de Kithira, KIT/LGKC
- Heraklion - Aéroport international d’Héraklion, HER/LGIR
- Ikaria - Aéroport d’Ikaria, JIK/LGIK
- Kalamata - Aéroport de Kalamata, KLX/LGKL
- Kefalonia - Aéroport de Kefalonia, EFL/LGKF
- Ioannina - Aéroport d’Ioannina, IOA/LGIO
- Karpathos - Aéroport de Karpathos, AOK/LGKP
- Kastelórizo - Aéroport de Kastelórizo, KZS, LGKJ
- Kavala - Aéroport international de Kavala, KVA/LGKV
- Kos - Aéroport international de l'île de Kos, KGS/LGKO
- Lemnos - Aéroport de Lemnos, LXS/LGLM
- Leros - Aérodrome de Leros, LRS/LGLE
- Milos - Aérodrome de Milos, MLO/LGML
- Mykonos - Aéroport de Mykonos, JMK/LGMK
- Mytilène - Aéroport de Mytilène, MJT/LGMT
- Naxos - Aéroport de Naxos, JNX/LGNX
- Paros - Aéroport de Paros, PAS/LGPA
- Préveza - Aéroport d’Aktion, PVK/LGPZ
- Rhodes - Aéroport de Rhodes, RHO/LGRP
- Sitia - Aérodrome de Sitía, JSH/LGST
- Samos - Aéroport de Samos, SMI/LGSM
- Santorin - Aéroport de Santorin, JTR/LGSR
- Skiathos - Aéroport de Skiathos, JSI/LGSK
- Skyros - Aérodrome de Skyros, SKU/LGSY
- Thessalonique - Aéroport international de Thessalonique, SKG/LGTS
- Zakynthos - Aéroport de Zakynthos, ZTH/LGZA

### Reste du monde
Via sa maison mère Aegean Airlines et partage de codes.

## Flotte

### Flotte actuelle
Au mois de juin 2025, la flotte d'Olympic Air est composée des appareils suivants:
Les ATR représentent un choix très stratégique pour les aéroports grecs, mais surtout sur les vols courts avec une faible demande. Les Dash 8 Q-100 sont particulièrement utilisés pour desservir l’aéroport de Kastellorizo, en raison de sa piste très courte. 

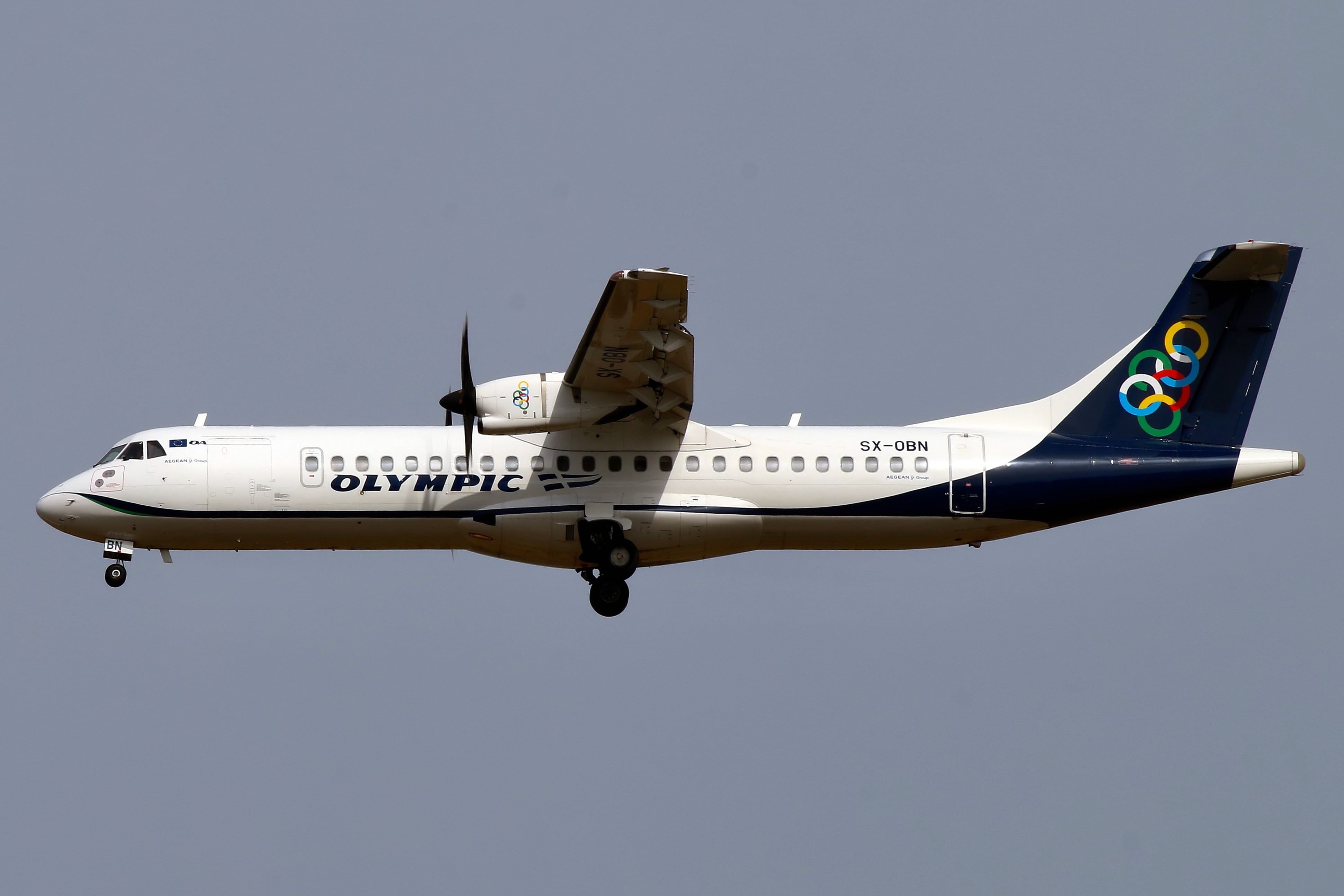
ATR 72-600 d’Olympic Air

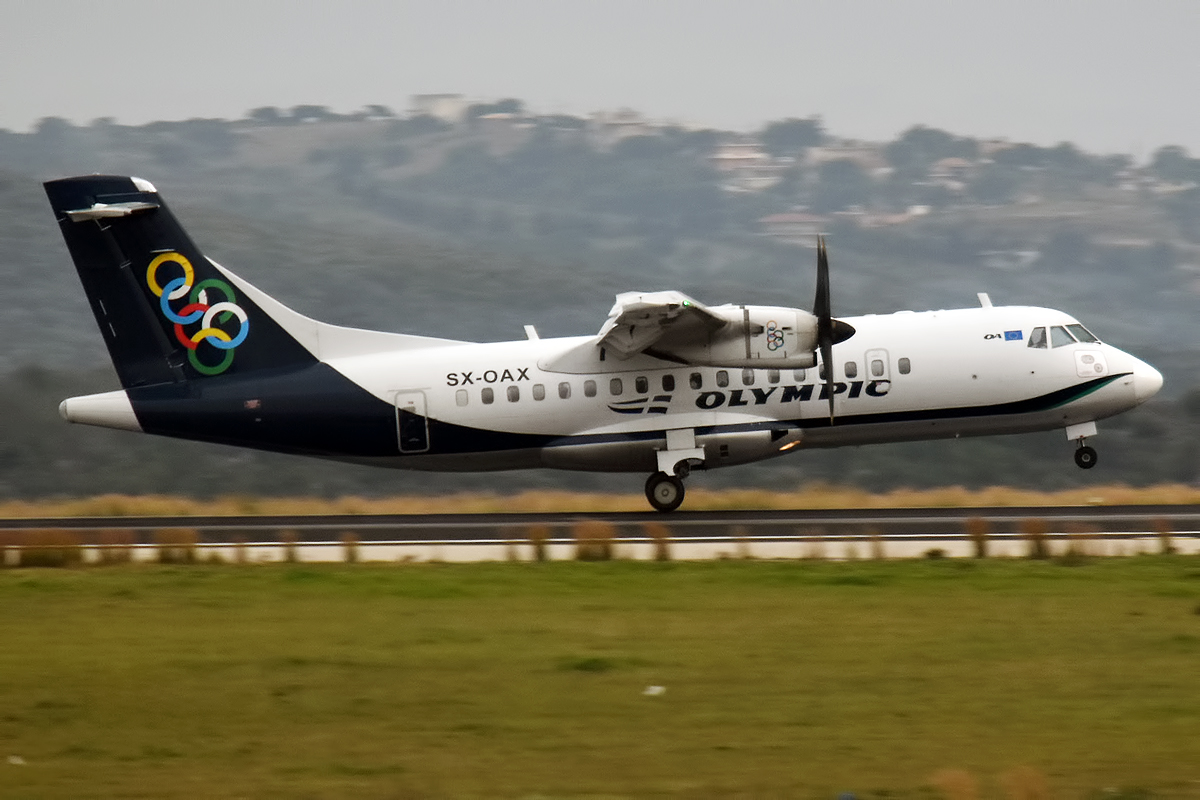
ATR 42-600 d’Olympic Air

### Flotte historique
Par le passé, Olympic Air a exploité les appareils suivants :
- 8 Airbus A319-100 (2009 - 2014)
- 9 Airbus A320-200 (2009 - 2013)
- 14 Bombardier Dash 8 Q-400 (2009 - 2022)Ancien Bombardier Dash 8 Q-400 d'Olympic Air.Airbus A320-200 d’Olympic Air retiré du service

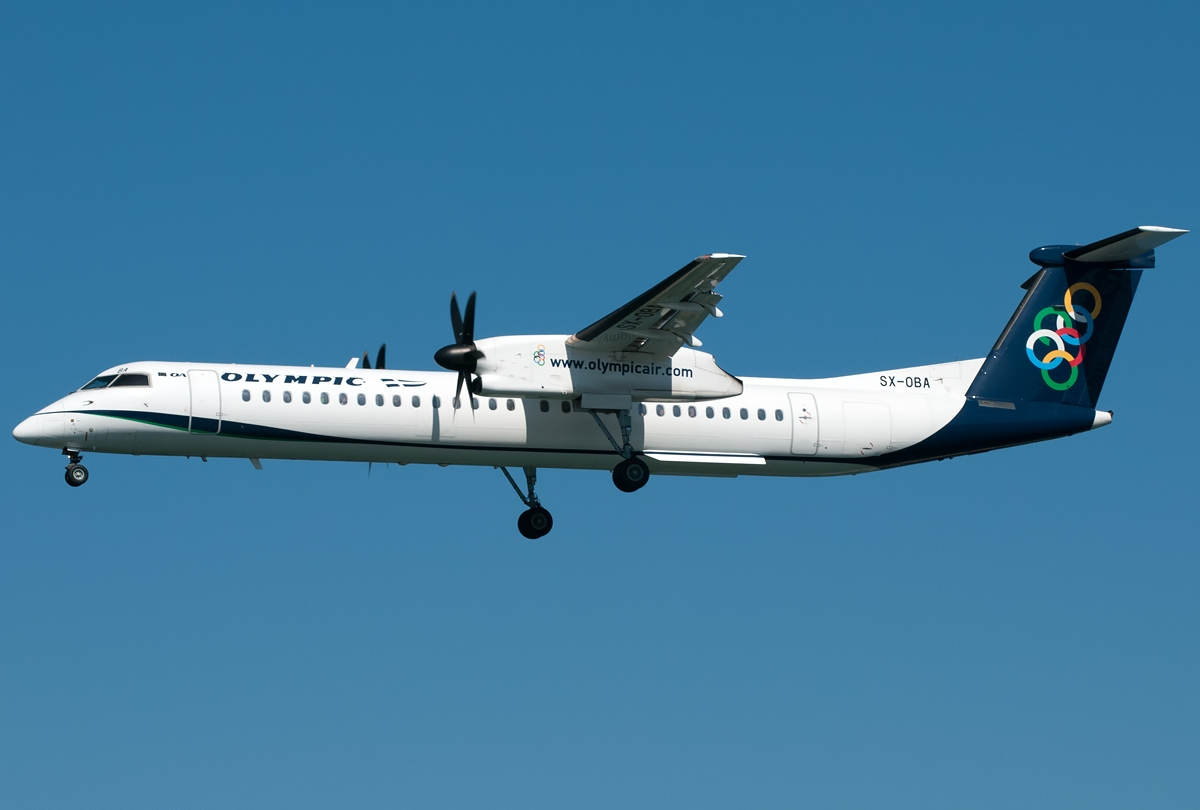
Ancien Bombardier Dash 8 Q-400 d'Olympic Air.

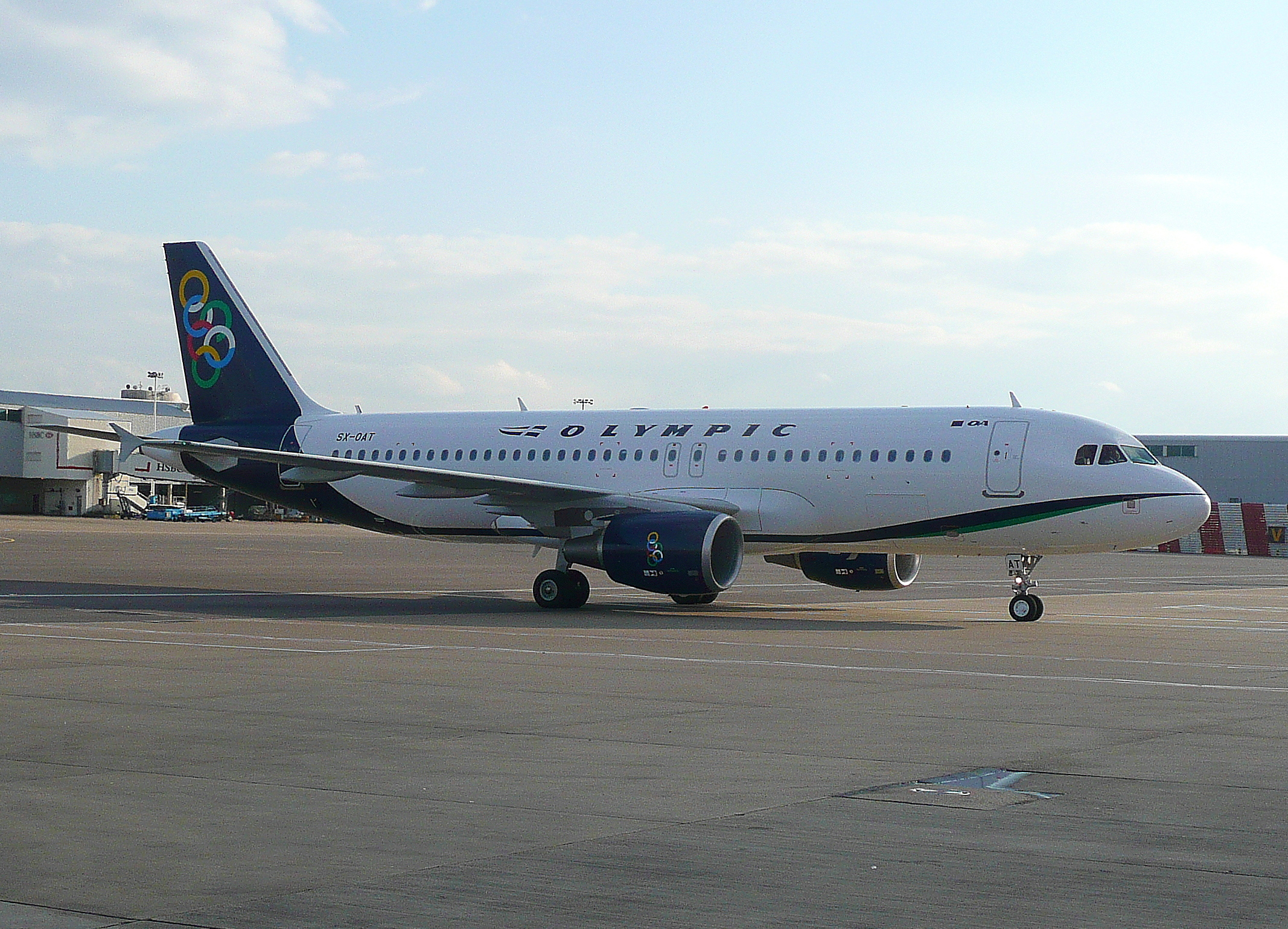
Airbus A320-200 d’Olympic Air retiré du service

## Partenariats
- Aegean Airlines (Star Alliance)